# SN 2011gc
SN 2011gc – supernowa typu II-P odkryta 27 czerwca 2011 roku w galaktyce A181219+2131. W momencie odkrycia miała maksymalną jasność 17,80m.